# Anne Marie Carl-Nielsen
Anne Marie Carl-Nielsen (ur. 21 czerwca 1863 w Sønder Stenderup, zm. 22 lutego 1945 w Kopenhadze) – duńska rzeźbiarka. Preferowanymi tematami były zwierzęta domowe i ludzie, z intensywnym, naturalistycznym przedstawieniem ruchów i sentymentów. Przedstawiła także tematy z mitologii nordyckiej.

## Życiorys
Anna Maria Carl-Nielsen była córką rolnika Paula Juliusa Brodersena i jego żony Frederikke Johanne. Dorastała na dużej farmie z wieloma zwierzętami; jej ojciec był jednym z pierwszych, którzy importowali bydło bezpośrednio z Anglii. Już jako dziecko wykazywała talent plastyczny, a jej pierwszą pracą w 1875 roku była mała gliniana owca z ogrodu wiejskiego.
W 1880 roku przyjechała do szkoły rzeźbiarskiej Christiana Carla Magnussena w Szlezwiku, gdzie pobierała nauki przez trzy miesiące, a przede wszystkim opanowała technikę rysunku. Dwa lata później wyjechała do Kopenhagi i uczęszczała do szkoły rysunku dla kobiet Wilhelma Kleina. W tym samym roku została uczennicą rzeźbiarza Augusta Saabye (1823–1916), z którym pracowała przez kilka lat. Innymi nauczycielami, u których pobierała nauki, byli malarze Jørgen Roed i Henrik Olrik (1830–1890).
W 1884 r. po raz pierwszy pokazała popiersie portretowe na wiosennej wystawie w Charlottenburgu, a w 1887 r. wygrała nagrodę pieniężną za grupę fontann „Thor z wężem Midgardu” (Thor med Midgaardsormen). W 1895 roku zdobyła nagrodę za projekt wejścia głównego Ratusza w Kopenhadze. W tym samym roku Copenhagen Art Association pokazało jej prace na wystawie indywidualnej. W 1889 r. przez prawie rok uczęszczała do nowo otwartej szkoły artystycznej dla kobiet w Kopenhadze, co było równoznaczne z Królewską Duńską Akademią Sztuki.
Wraz z rzeźbiarką Agnes Lunn (1850–1941) podróżowała do Holandii, Belgii i na światową wystawę w Paryżu w 1889 r., gdzie zdobyła brązowy medal za rzeźbę z brązu „Two Calve”. W latach 1892–1944 regularnie brała udział w wystawach w bezpłatnych salach wystawowych w Kopenhadze.
W 1932 uczestniczyła w Letnich Igrzyskach Olimpijskich w konkursach na osiągnięcia artystyczne.
18 kwietnia 1891 Anna Maria Carl-Nielsen wyszła za mąż za duńskiego kompozytora Carla Nielsena. Razem mieli troje dzieci: Johanne Carl-Nielsen, Anne Marie Frederikke Carl-Nielsen, Hans Børge Carl-Nielsen.
Jej pogrzeb odbył się w katedrze w Kopenhadze. Jest pochowana na cmentarzu Vestre Kirkegård obok męża.
W 1957 r. Powstała Fundacja im. Carla Nielsena i Anne Marie Carl-Nielsen, która corocznie przyznaje nagrody; jest to największa niezależna nagroda kulturalna w Danii.

## Twórczość
Tworzyła różne popiersia portretowe i pomniki, ale przede wszystkim małe rzeźby figurkowe, w szczególności postacie zwierząt charakteryzujące się realizmem, a także impresjonistyczne szkice i studia zwierząt w ruchu.
W Atenach skopiowała grupę Poros ze szczytu Starej Świątyni Ateny. Stworzyła płaskorzeźbę lwa z obnażonymi zębami, która spoczywa na czterech złożonych skrzydłach. Przedstawienie figuratywne znajduje się od 1904 roku, jako „Lew św. Marka” na północnym portalu Katedry w Ribe; ponadto stworzyła inne prace artystyczne, które można oglądać na drzwiach katedry.

### Galeria wybranych dzieł

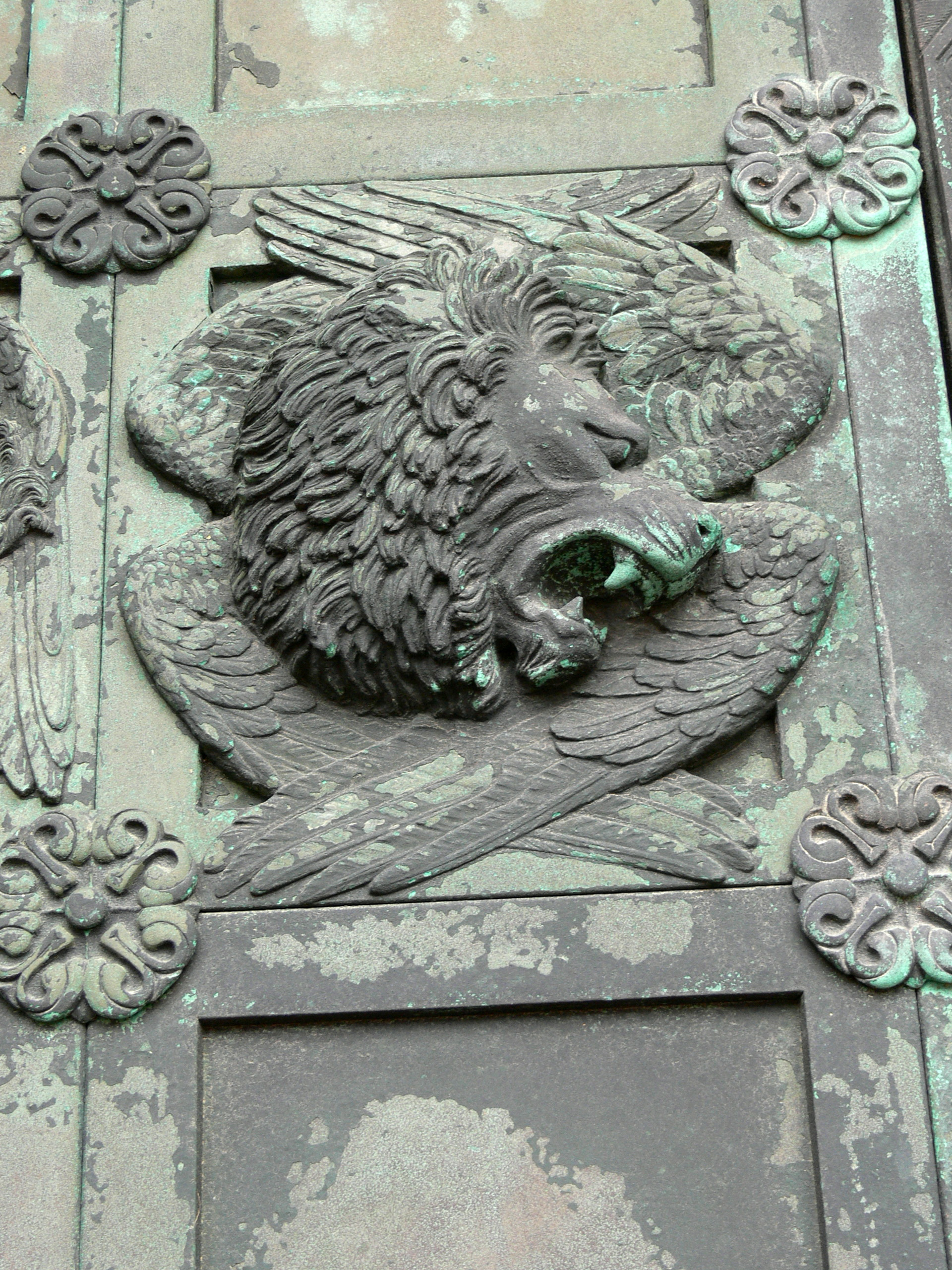
Portal Katedry w Ribe – Lew św. Marka
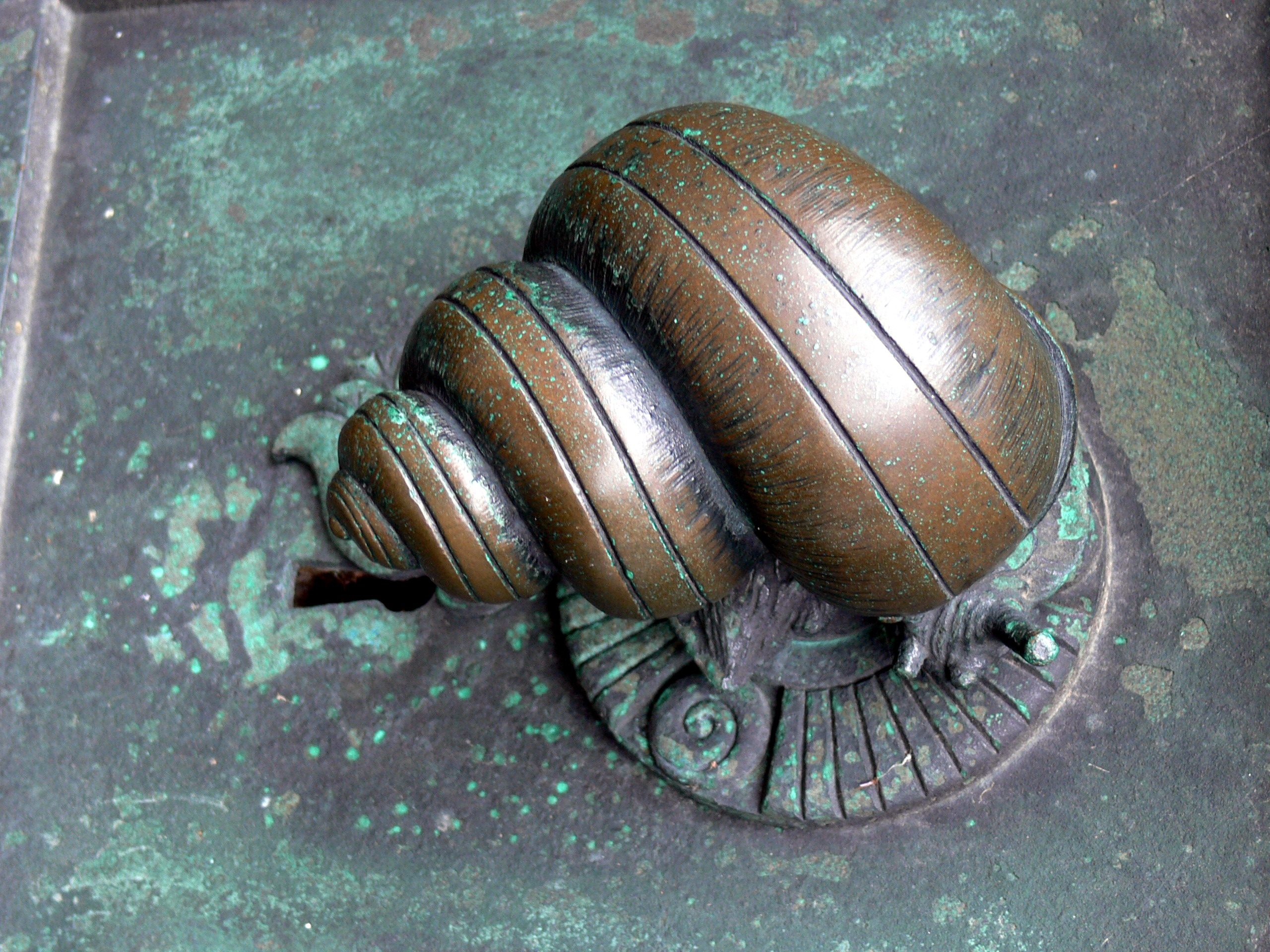
Klamka w postaci ślimaka
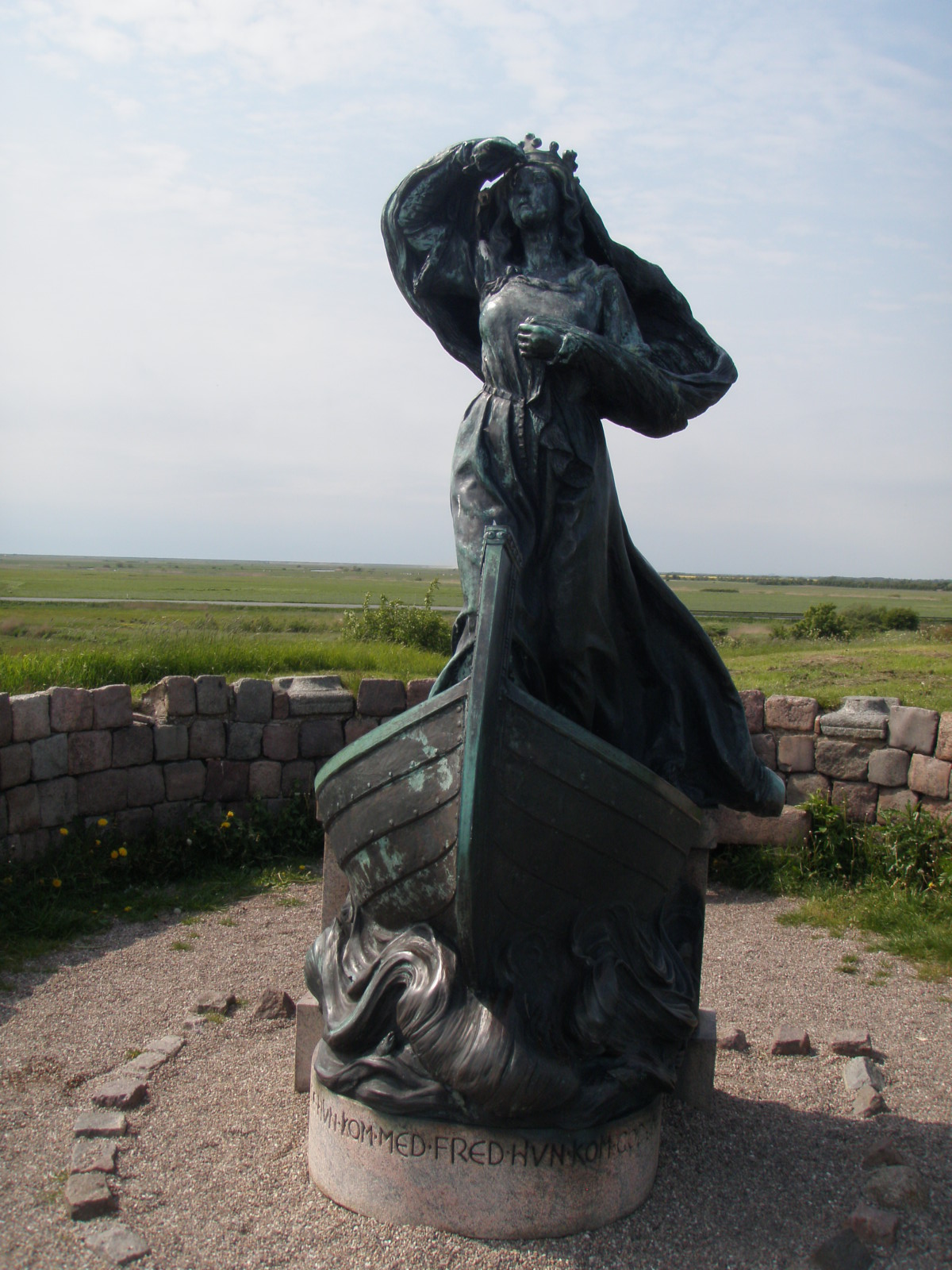
Posąg królowej Dagmar
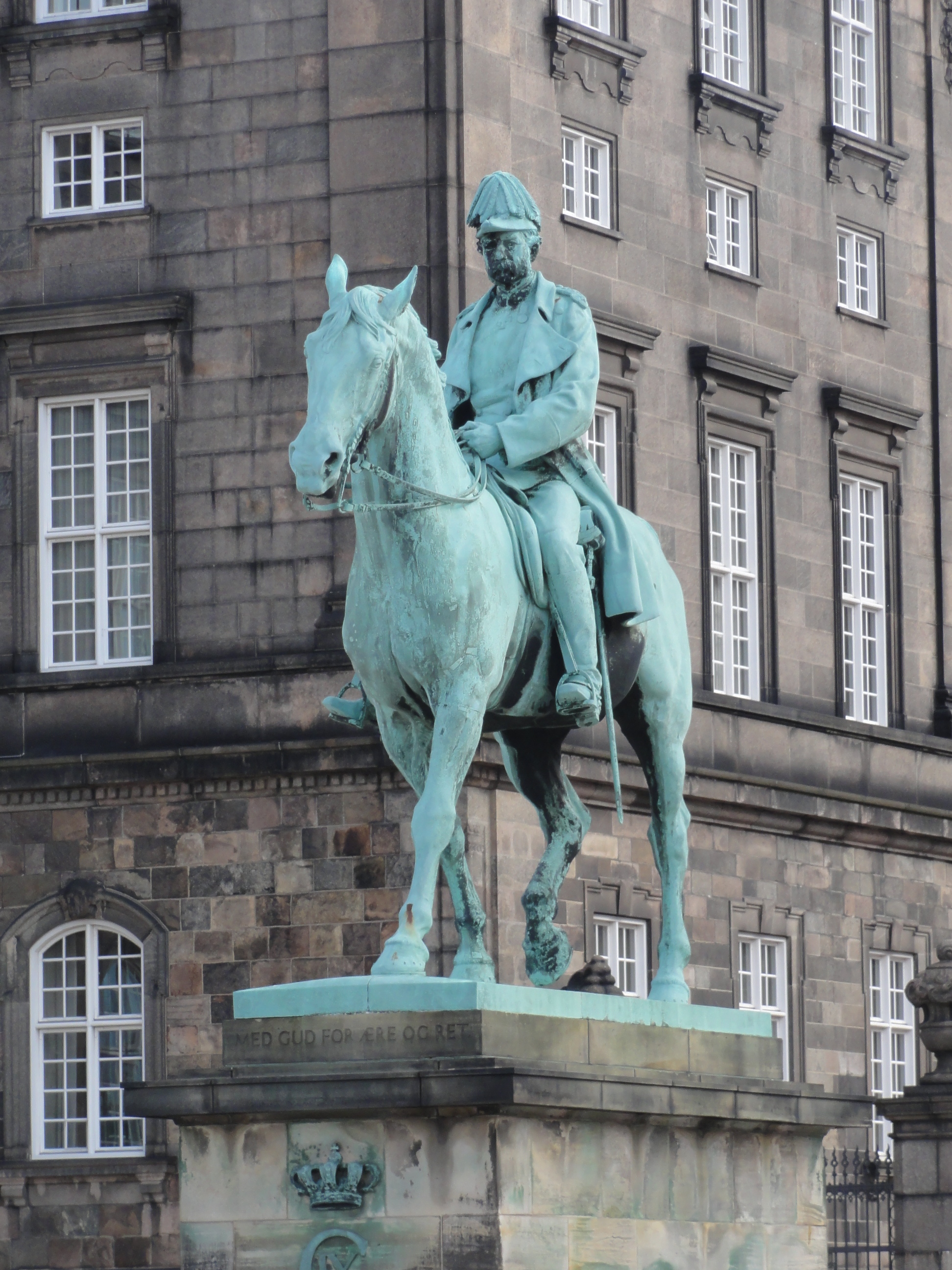
Posąg Christiana IX.